# Rodongja Sinmun
Rodongja Sinmun ist die offizielle Zeitung des Zentralkomitees der General Federation of Trade Unions of Korea, des von der Regierung kontrollierten Gewerkschaftsbundes Nordkoreas. Stammsitz ist Pjöngjang, der Chefredakteur ist Ri Song-ju.
Die Zeitung wurde im Februar 1948 gegründet.